# Lars Flor
Lars Flor (9. september 1789 i København – 9. februar 1825 i Surabaya på Java) var en dansk søofficer, bror til Christian Flor.
Han blev sekondløjtnant i Marinen 1807, premierløjtnant 1815, kaptajnløjtnant 1821. Straks efter sin udnævnelse til officer kom Flor på togt med linjeskibet Valdemar, men overgik fra dette til blokskibet Mars (kaptajn Cornelius Wleugel), som var det nordligste skib af den flydende defension, der ved englændernes ankomst udlagdes på Reden til Københavns forsvar. Fra dette skib deltog han 23. august i en kamp mod den engelske lette eskadre, som forsøgte at trænge frem for at beskyde hovedstaden mod nord, men hvis angreb blev afslået.
Efter at flåden var blevet udleveret til englænderne, ansattes Flor som næstkommanderende på stykprammen Lindormen. Året efter var han adjudant hos chefen for de ved København stationerede kanonbåde (kommandørkaptajn J.C. Krieger), der ved forskellige lejligheder bestode træfninger med engelske orlogsmænd; ved en af disse bemestrede han sig et engelsk koffardiskib, som var strandet på Saltholm; senere ansattes han som adjudant hos chefen for batteriet Prøvesten, kontreadmiral Adolph Tobias Herbst, men fik ud på efteråret samme år ordre at begive sig til Antwerpen for at tiltræde tjeneste ved Scheldeflåden på linjeskibet Pultusk, kommandørkaptajn Jost van Dockum. 1813 hjemkaldtes han og ansattes ved et kompagni søfolk (kaptajn Hans von Holsten), som under l'Allemands kommando opererede i Holsten. Han deltog i slaget ved Sehested og sendtes straks derefter med depecher til fæstningen Frederiksort. Ved sin ankomst her til erfarede han imidlertid, at kommandanten havde kapituleret; men det lykkedes ham dog at fornagle en del kanoner og efter en eventyrlig rejse at slippe helskindet hjem. Han ansattes nu 1814 som næstkommanderende på fregatten Bornholm, kaptajn Kaas. Året efter sendtes han til Norge, men blev kort derpå sat uden for Nummer for at gå i koffardifart. 1817 var han med fregatten Minerva i Middelhavet og Vestindien og efter sin hjemkomst på ny i koffardifart. I denne virksomhed døde han af klimatfeber 1825 på Surabaya i Java. 1809 var han blevet Ridder af Dannebrog og 1814 Dannebrogsmand.